# 山吹ひばり
山吹 ひばり（やまぶき ひばり、10月13日 - ）は、宝塚歌劇団宙組に所属する娘役。
愛知県江南市、県立明和高等学校出身。身長163cm。愛称は「ぶき」、「ブッキー」、「ひばり」、「ひいちゃん」。

## 来歴
2017年、宝塚音楽学校入学。
2019年、音楽学校卒業後、宝塚歌劇団に105期生として入団。入団時の成績は9番。宙組公演「オーシャンズ11」で初舞台。その後、宙組に配属。
2021年、真風涼帆・潤花トップコンビ大劇場お披露目となる「シャーロック・ホームズ」で、新人公演初ヒロイン。入団3年目、105期から初の新人公演ヒロイン誕生となった。
2022年の「HiGH&LOW」で2度目の新人公演ヒロイン。
2023年の「夢現の先に」でバウホール公演初ヒロイン。同年の「大逆転裁判」（ドラマシティ・KAAT神奈川芸術劇場公演）で、東上公演初ヒロイン。

## 主な舞台

### 初舞台
- 2019年4 - 5月、宙組『オーシャンズ11』（宝塚大劇場）

### 宙組時代
- 2019年6 - 7月、『オーシャンズ11』（東京宝塚劇場）
- 2019年11 - 2020年2月、『El Japón（エル ハポン）-イスパニアのサムライ-』 - 新人公演：藤乃（本役：遥羽らら）『アクアヴィーテ（aquavitae）!!』
- 2020年8 - 9月、『FLYING SAPA-フライング サパ-』（梅田芸術劇場・日生劇場） - スポークスパーソン副官
- 2020年11 - 2021年2月、『アナスタシア』[注釈 1]
- 2021年4月、『夢千鳥』（バウホール） - 彦乃[4][5]
- 2021年6 - 9月、『シャーロック・ホームズ-The Game Is Afoot!-』 - ベーカー・ストリート イレギュラーズ、新人公演：アイリーン・アドラー（本役：潤花）『Délicieux（デリシュー）!-甘美なる巴里-』 新人公演初ヒロイン[4][5]
- 2021年11 - 12月、『バロンの末裔』 - ヘレン『アクアヴィーテ（aquavitae）!!』（全国ツアー）[2]
- 2022年2 - 3月、『NEVER SAY GOODBYE』（宝塚大劇場）
- 2022年4 - 5月、『NEVER SAY GOODBYE』（東京宝塚劇場） - 新人公演：ペギー・マクレガー（本役：潤花）
- 2022年6月、『FLY WITH ME（フライ ウィズ ミー）』（東京ガーデンシアター）
- 2022年8 - 11月、『HiGH&LOW-THE PREQUEL-』 - 伊集院仁花、新人公演：カナ（本役：潤花）『Capricciosa（カプリチョーザ）!!』 新人公演ヒロイン[7][8]
- 2023年1月、『夢現（ゆめうつつ）の先に』（バウホール） - 彼女 バウ初ヒロイン[9][10]
- 2023年3 - 6月、『カジノ・ロワイヤル〜我が名はボンド〜』 - ニーナ、新人公演：ヴェスパー・リンド（本役：春乃さくら）
- 2023年7 - 8月、『大逆転裁判』（ドラマシティ・KAAT神奈川芸術劇場） - 御琴羽寿沙都 東上初ヒロイン[11][12]
- 2023年9月、『PAGAD（パガド）』 - ゾロイダ『Sky Fantasy!』（宝塚大劇場のみ）
- 2024年6 - 8月、『Le Grand Escalier-ル・グラン・エスカリエ-』
- 2024年10月、『MY BLUE HEAVEN-わたしのあおぞら-』（バウホール） - 園田弥生 バウヒロイン
- 2025年1 - 4月、『宝塚110年の恋のうた』 - ウェンディ、新人公演：ヘレン・タッカー（本役：小春乃さよ）『Razzle Dazzle（ラズル ダズル）』
- 2025年6 - 7月、『RED STONE』（KAAT神奈川芸術劇場・ドラマシティ） - キキ
- 2025年9 - 2026年1月、『PRINCE OF LEGEND 』- 山野桜子『BAYSIDE STAR』

## 受賞歴
- 2023年、『阪急すみれ会パンジー賞』 - 新人賞[13]